# Locke Craig
Locke Craig, född 16 augusti 1860 i Bertie County, North Carolina, död 9 juni 1924 i Asheville, North Carolina, var en amerikansk politiker. Han var guvernör i North Carolina 1913–1917.

## Biografi
Craig var son till baptistprästen Andrew Murdock Craig och fick sitt förnamn efter filosofen John Locke. Han studerade vid University of North Carolina at Chapel Hill och utexaminerades nitton år gammal år 1880.
Craig arbetade som advokat i Asheville och förespråkade fråntagandet av rösträtten från alla afroamerikaner. På samma sätt som Charles Brantley Aycock var en betydande ledare inom demokraterna i den östra delen av North Carolina visade sig Craig som en framträdande talare i delstatens västra del. Därifrån kom smeknamnet "Little Giant of the West" som syftade dels på Stephen A. Douglas som hade varit en berömd talare i 1800-talets USA, dels på Craigs ställning i delstatens västra del.
Craig, som hade inlett sin politiska karriär som populist, blev invald i delstatens lagstiftande församling efter att ha bytt parti till demokraterna. Under åren 1899–1901 i North Carolinas representanthus inledde han rättsprocesser mot två republikanska domare i delstatens högsta domstol. En av dem var domstolens chefsdomare David M. Furchis. Båda domarna friades. År 1912 vann Craig guvernörsvalet efter att tidigare ha förlorat i sin första kampanj till guvernörsämbetet och inte heller ha blivit nominerad till USA:s senat. Miljöfrågor var centrala för Craig och North Carolinas vägnät utvidgades under hans tid som guvernör.